# Davy De Beule
Davy De Beule (Hamme, 7 november 1981) is een voormalig Belgische voetbalspeler. De Beule werd in 2003 verkozen tot Jonge Profvoetballer van het Jaar.

## Carrière
Davy De Beule is de zoon van wielrenner Etienne De Beule. Hij tekende op zesjarige leeftijd bij VW Hamme. In 1992 verhuisde hij naar Lokeren, waar hij uiteindelijk doorgroeide naar het A-team. Hij werd een veelbelovende voetballer genoemd, en deze prestatie werd verdienstelijk beloond door verkozen te worden tot Jonge Profvoetballer van het Jaar in het seizoen 2002-2003.
In het seizoen 2004-2005 trok hij van Lokeren naar Gent, na een hele zaak. De zaak begon bij een contractverlenging die aangeboden werd door Lokeren. De Beule weigerde dit contract, en werd door voorzitter Roger Lambrecht in de B-kern gestopt. Davy De Beule nam dit niet en stapte op bij Lokeren door de wet van '78 te gebruiken. De Beule was toen een tijdje 'voetballer af'. Lokeren diende klacht in bij de Profliga die de zaak onderzocht. In afwachting van de uitspraak van de zaak kreeg hij onderdak bij KAA Gent. Toen hij gelijk kreeg in de zaak, tekende De Beule een contract bij die laatste club. Dat contract werd in 2006 verlengd tot 2009. In februari 2008 werd De Beule vader van een dochter.
In januari 2009 tekende De Beule een contract voor vijf maanden bij KV Kortrijk, omdat hij bij KAA Gent niet meer zo veel aan spelen toekwam. In de zomer van 2011 verruilde hij Kortrijk voor Roda JC. De Beule speelde drie seizoenen voor de Nederlandse club, waarmee hij op zaterdag 3 mei 2014 naar de Eerste divisie degradeerde.
Op 27 augustus 2014 raakte bekend dat De Beule een driejarig contract tekende bij KFCO Beerschot Wilrijk, dat toen in de vierde klasse speelde. De Beule promoveerde drie keer op rij met de club. Op het einde van het seizoen 2016/17 stopte hij met voetballen.

## Statistieken
| seizoen | club             | land      | competitie    | wed. | goals |
| ------- | ---------------- | --------- | ------------- | ---- | ----- |
| 1999/00 | Sporting Lokeren | België    | Eerste Klasse | 1    | 0     |
| 2000/01 | Sporting Lokeren | België    | Eerste Klasse | 16   | 1     |
| 2001/02 | Sporting Lokeren | België    | Eerste Klasse | 34   | 5     |
| 2002/03 | Sporting Lokeren | België    | Eerste Klasse | 31   | 12    |
| 2003/04 | Sporting Lokeren | België    | Eerste Klasse | 23   | 5     |
| 2004/05 | Sporting Lokeren | België    | Eerste Klasse | 2    | 1     |
| 2004/05 | KAA Gent         | België    | Eerste Klasse | 15   | 3     |
| 2005/06 | KAA Gent         | België    | Eerste Klasse | 30   | 3     |
| 2006/07 | KAA Gent         | België    | Eerste Klasse | 27   | 3     |
| 2007/08 | KAA Gent         | België    | Eerste Klasse | 9    | 0     |
| 2008/09 | KAA Gent         | België    | Eerste Klasse | 1    | 0     |
| 2008/09 | KV Kortrijk      | België    | Eerste Klasse | 12   | 0     |
| 2009/10 | KV Kortrijk      | België    | Eerste Klasse | 38   | 7     |
| 2010/11 | KV Kortrijk      | België    | Eerste Klasse | 29   | 7     |
| 2011/12 | Roda JC Kerkrade | Nederland | Eredivisie    | 27   | 4     |
| 2012/13 | Roda JC Kerkrade | Nederland | Eredivisie    | 15   | 0     |
| 2013/14 | Roda JC Kerkrade | Nederland | Eredivisie    | 6    | 1     |
| Totaal  | Totaal           | Totaal    | Totaal        | 316  | 52    |

## Erelijst
| Kampioen Vierde Klasse C | 1x | 2014/15 |
| Kampioen Derde Klasse B  | 1x | 2015/16 |
| Kampioen Eerste Amateur  | 1x | 2016/17 |